# Neophacopteron euphoriae
Neophacopteron euphoriae är en insektsart som beskrevs av Yang 1984. Neophacopteron euphoriae ingår i släktet Neophacopteron och familjen Phacopteronidae. Inga underarter finns listade i Catalogue of Life.